# Rui Borges
Rui Fernando do Nascimento Borges (Amadora, 14 de dezembro de 1973) foi um futebolista português, que jogava habitualmente como meio-campista. Atualmente é diretor geral de formação do Vitoria SC.

## Carreira

### Como jogador
Rui Fernando Borges nasceu em Amadora. Durante sua carreira profissional, representou clubes como Casa Pia AC, Boavista FC (onde fez sua estreia na Primeira Liga), Académico de Viseu, C.F. União de Lamas, F.C. Alverca, C.F. Os Belenenses, C.F. Estrela da Amadora, C.D. Trofense — contribuindo com 26 jogos e dois gols para a primeira classificação da equipe à primeira divisão em 2008 — e F.C. Vizela.
Ao longo de dez temporadas, Rui Borges acumulou um total de 221 partidas e 18 gols na principal divisão do futebol português, destacando-se principalmente no Alverca, onde jogou durante quatro anos.

### Como treinador
Rui Borges iniciou sua carreira como treinador no Vizela, em julho de 2011, atuando como auxiliar técnico de Quim Berto. Em outubro de 2012, mudou-se para outro clube onde já havia jogado, o Boavista, para auxiliar o novo jogador-treinador Petit.

### Administrativa
Além de jogador e treinador, Rui Borges também atuou na área administrativa de clubes de futebol. Iniciou essa trajetória em 2013 como diretor esportivo do Famalicão, permanecendo no cargo até 2016. Posteriormente, assumiu o cargo de diretor de futebol do Estoril Praia em 2018. No fim de 2018, retornou ao Famalicão, mas como diretor da academia de futebol, posição que ocupou até 2022, quando assumiu o mesmo cargo no Vitória SC e se mantém até hoje.